# Miscogaster discedens
Miscogaster discedens är en stekelart som först beskrevs av Otten 1942.  Miscogaster discedens ingår i släktet Miscogaster och familjen puppglanssteklar. Inga underarter finns listade i Catalogue of Life.